# Waldkappel
Waldkappel é um município da Alemanha, situado no distrito de Werra-Meißner, no estado de Hesse. Tem 96,48 km² de área, e sua população em 2019 foi estimada em 4.234 habitantes.